# Савостиков, Кирилл Иванович
Кирилл Иванович Савостиков (род. 5 декабря 1971, Минск) — советский и белорусский футболист, полузащитник. Мастер спорта РБ.

## Биография
Сын футболиста и тренера Ивана Савостикова. Начал заниматься футболом в трёхлетнем возрасте под руководством отца на стадионе «Трудовые резервы» (Минск), а затем — в школе минского «Динамо» у тренера Юрия Ивановича Погальникова.
Взрослую карьеру начал в 1989 году во второй лиге СССР в клубе «Динамо» (Брест). Военную службу проходил в спортроте в Бобруйске, выступая за команду «Трактор». После окончания службы и распада СССР продолжал играть за бобруйский клуб, носивший названия «Фандок» и «Бобруйск», в высшей лиге Беларуси. Финалист Кубка Беларуси 1993/94. По итогам сезона 1994 года включен в список 22-х лучших игроков страны.
Осенью 1994 года из-за финансовых проблем в бобруйском клубе покинул команду и провёл несколько месяцев в «Молодечно», а затем перешёл в мозырский МПКЦ. Победитель первой лиги 1994/95, серебряный призёр чемпионата Беларуси 1995 года
В 1996 году играл в клубе второй лиги России «ЦСК ВВС-Кристалл» (Смоленск), клуб занял второе место в зональном турнире и вышел в первую лигу.
Вернувшись на родину, провёл полтора года в минском «Динамо-93», однако в середине 1998 года клуб прекратил существование из-за финансовых проблем. Осеннюю часть сезона 1998 года провёл в борисовском БАТЭ и стал серебряным призёром чемпионата страны. В следующем сезоне, когда БАТЭ стал чемпионом, принял участие только в одной игре на старте сезона.
В 2000 году вернулся в смоленский «Кристалл», но играл только за второй состав в любительском первенстве. Затем полтора года выступал в чемпионате Казахстана за «Елимай». В 2002 году стал серебряным призёром чемпионата Литвы с «Атлантасом» (Клайпеда), а в следующем сезоне играл в одной из низших лиг Литвы за «Лаишве» (Шилуте).
Всего в высшей лиге Беларуси сыграл 143 матча и забил 16 голов.
После окончания игровой карьеры работал селекционером юношеских команд минского «Динамо». Принимал участие в матчах ветеранов.

## Достижения
- Серебряный призёр чемпионата Беларуси: 1995, 1998
- Финалист Кубка Беларуси: 1993/94
- Победитель первой лиги Беларуси: 1994/95
- Серебряный призёр чемпионата Литвы: 2002